# Козлов Василь Іванович
Василь Іванович Козлов (нар. 18 лютого 1903, село Заграддя, тепер Жлобинського району Гомельської області, Білорусь — 2 грудня 1967, місто Мінськ, Білорусь) — радянський партійний діяч, голова Президії Верховної ради Білоруської РСР, 1-й секретар Мінського обласного комітету КП(б) Білорусі, командир партизанського з'єднання, генерал-майор (16.09.1943). Член Бюро ЦК КП(б) Білорусі в 1949—1967 роках. Кандидат у члени ЦК КПРС у 1956—1966 роках.
Член ЦК КПРС у 1966—1967 роках. Депутат Верховної Ради СРСР 2—7-го скликань, заступник голови Президії Верховної Ради СРСР у 1948—1967 роках. Герой Радянського Союзу (1.09.1942).

## Життєпис
Народився в селянській родині. У 1919—1925 роках працював слюсарем депо залізничної станції Жлобин.
У 1925—1928 роках — у Червоній армії. Служив у 5-му залізничному полку міста Вітебська.
Член ВКП(б) з 1927 року.
У 1928—1929 роках — інструктор виконавчого комітету районної ради в Білоруській РСР.
У 1929—1933 роках — студент Комуністичного університету імені Леніна в місті Мінську.
У 1933—1934 роках — партійний організатор колгоспів у Жлобинському та Червенському районах Білоруської РСР.
У 1934—1937 роках — директор Старобінської машинно-тракторної станції Білоруської РСР.
У 1937—1938 роках — 1-й секретар Старобінського районного комітету КП(б) Білорусі.
У 1938—1940 роках — 1-й секретар Червенського районного комітету КП(б) Білорусі Мінської області.
У 1940 — 29 березня 1941 року — заступник голови Ради народних комісарів Білоруської РСР.
27 березня 1941 — 16 листопада 1942 року — 2-й секретар Мінського обласного комітету КП(б) Білорусі.
Учасник німецько-радянської війни. З червня 1941 року — уповноважений ЦК КП(б) Білорусі із організації партизанського руху в тилу противника. 7 липня 1941 року із групою партпрацівників перейшов лінію фронту. 7 липня 1941 — 3 липня 1944 року — секретар Мінського підпільного обласного комітету КП(б) Білорусі. Підпільний обласний комітет знаходився в Любанському районі Мінської області. З березня 1942 року одночасно з партійною роботою — командир Мінського партизанського з'єднання (з'єднань партизанських загонів Мінської і Поліської областей).
Указом Президії Верховної Ради СРСР від 1 вересня 1942 року одному із чільних організаторів партизанського руху на тимчасово окупованій території Білорусі Козлову Василю Івановичу присвоєно звання Героя Радянського Союзу з врученням ордена Леніна і медалі «Золота Зірка».
З вересня 1942 року перебував в Москві, працював в Центральному штабі партизанського руху. У липні 1943 року повернувся в Білорусію і знову очолив Мінське партизанське з'єднання, яким керував до липня 1944 року.
16 листопада 1942 — січень 1948 року — 1-й секретар Мінського обласного і міського комітетів КП(б) Білорусі.
12 березня 1947 — 17 березня 1948 року — голова Верховної Ради Білоруської РСР.
17 березня 1948 — 2 грудня 1967 року — голова Президії Верховної Ради Білоруської РСР.
Помер 2 грудня 1967 року після важкої, тривалої хвороби. Похований в місті Мінську на Східному цвинтарі.

## Військове звання
- генерал-майор (16.09.1943)

## Нагороди
- Герой Радянського Союзу (1.09.1942)
- п'ять орденів Леніна (1.09.1942, 16.02.1963,)
- орден Червоного Прапора
- орден Трудового Червоного Прапора (14.02.1953)
- два ордени Вітчизняної війни І ст. (15.06.1944,)
- орден Червоної Зірки (1.09.1942)
- медаль «За трудову доблесть»
- медалі